# 咖啡山站
咖啡山站位於蘇丹依斯邁路（Jalan Sultan Ismail）上方，為吉隆坡單軌的車站之一。此战原名为比南利站，以已故巨星比·南利的名字命名。

## 車站概況
車站架空於蘇丹依斯邁路（Jalan Sultan Ismail）上方，為高架車站，於2003年8月31日開始營運，因緊靠咖啡山（Bukit Nanas）的山腳，而站名取為咖啡山站（Bukit Nanas）。但有趣的是，Bukit Nanas馬來文的原意為鳳梨山而非咖啡山，但是目前的中文譯名已統一翻譯為咖啡山。

## 利用狀況
車站位於吉隆坡金三角地帶，附近比南利路（Jalan P.Ramlee）、蘇丹依斯邁路（Jalan Sultan Ismail）、安邦路（Jalan Ampang）等為辦公大樓與金融機構的聚集地帶，平日上班族通勤人口眾多。本站也是距離吉隆坡塔（KL Tower）及咖啡山森林保留地（Bukit Nanas Forest Reserve）最近的車站，附近也有許多的五星級大飯店及餐館集聚，遊客數量也頗多。

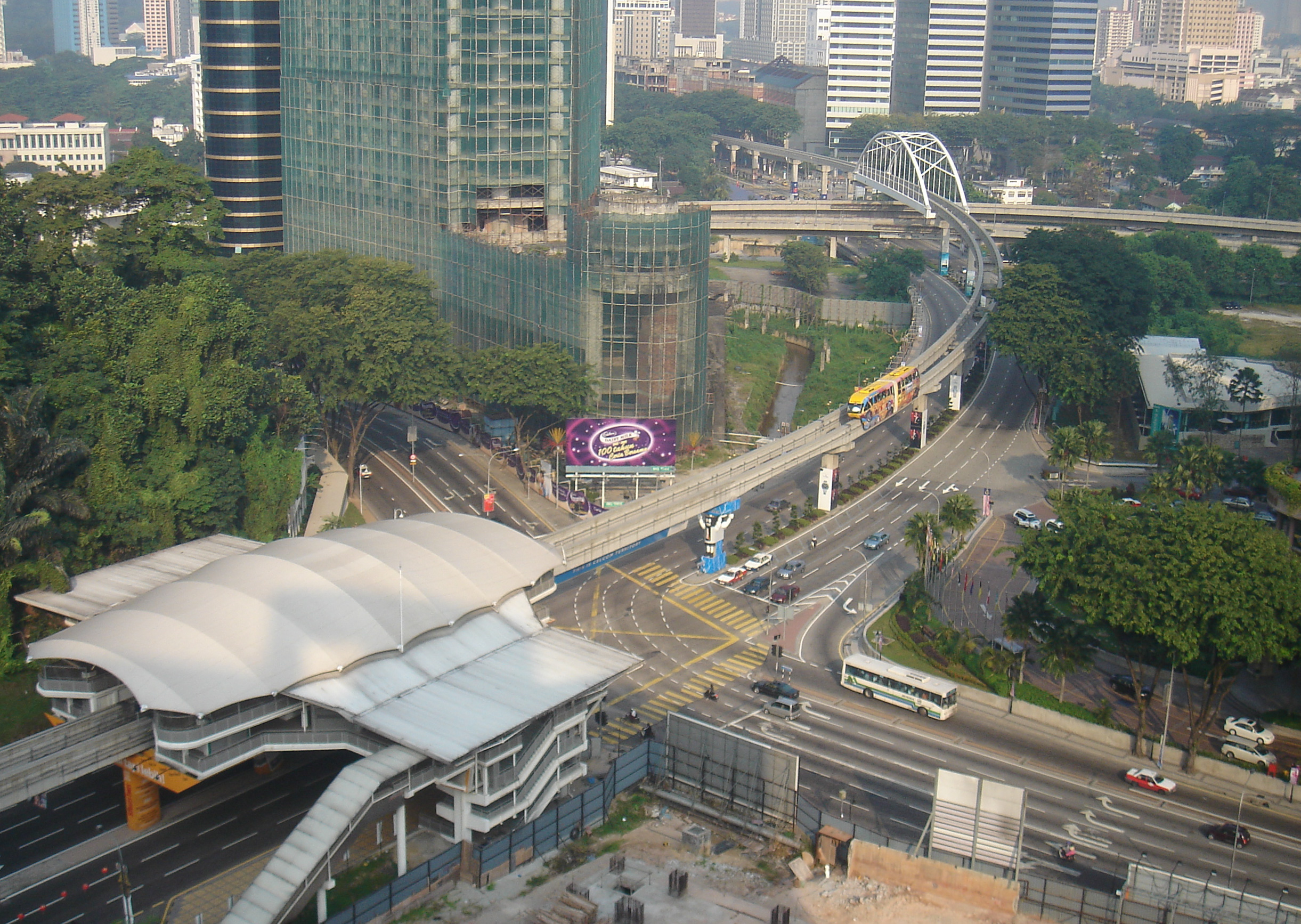
咖啡山站及其邻接轨道的俯视图。

## 車站構造
目前為高架車站，2個側式月台，兩個出入口，皆位在蘇丹依斯邁路兩旁。

### 車站樓層
| L2     | 月台         | 側式月台                                                                                       |
| L2     | 月台         | 1號月台: 吉隆坡單軌 往 MR11 蒂蒂旺沙站 (→)                                                     |
| L2     | 月台         | 2號月台: 吉隆坡單軌 往 MR1 吉隆坡中央車站 (←)                                                  |
| L2     | 月台         | 側式月台                                                                                       |
| L1     | 大廳，穿堂層 | 詢問處、自動售票機、驗票閘門、售票站、車站控制台、洗手間、祈禱室、電扶梯往/自出口、RHB銀行門市 |
| 地面層 | 蘇丹依斯邁路 | 電扶梯出入口、樓梯出入口、計程車站                                                             |

## 路線轉乘
本站距離格拉那再也線的金馬律站約300米，步行時間約3分鐘，但兩站沒提供站內轉乘的服務，乘客需要出站再另行購票，兩站之間的人行道有遮雨棚等設施。

## 接驳交通
以下路线行经本站。

## 車站周邊
- 咖啡山（Bukit Nanas）
- 吉隆坡塔（KL Tower）
- 馬來西亞遊客服務中心（Tourist Visit Centre）
- Crown Plaza Mutiara Kuala Lumpur Hotel
- 凯煌酒店（Concorde Hotel）
- Hard Rock Cafe
- 香格里拉酒店
- The Weld購物中心
- Hotel Maya Kuala Lumpur
- 巴基斯坦大使館
- 丹麥大使館